# Opération A-Gō
Campagnes du Pacifique, durant la Seconde Guerre mondiale
Batailles
Batailles et opérations de la guerre du Pacifique

Japon :
- Raid de Doolittle
- Bombardements stratégiques sur le Japon (Tokyo
- Yokosuka
- Kure
- Hiroshima et Nagasaki)
- Raids aériens japonais des îles Mariannes
- Campagne des archipels Ogasawara et Ryūkyū
- Opération Famine
- Bombardements navals alliés sur le Japon
- Baie de Sagami
- Invasion de Sakhaline
- Invasion des îles Kouriles
- Opération Downfall
- Reddition du Japon

Pacifique central :
- Pearl Harbor
- Guam (1941)
- Wake
- Raid sur les îles Gilbert et Marshall
- Opération K
- Midway
- Opération RY
- Campagne des îles Gilbert et Marshall
- Campagne des îles Mariannes et Palaos
- Campagne des archipels Ogasawara et Ryūkyū
- Opération Inmate

Pacifique du sud-ouest :
- Nauru
- Invasion des Philippines (1941-42)
- Invasion des Indes orientales néerlandaises
- Opérations de l'Axe dans les eaux australiennes
- Raids aériens japonais sur l'Australie (1942-43)
- Opération Ke
- Campagne des îles Salomon
- Campagne de Nouvelle-Guinée
- Campagne des Philippines
- Campagne de Bornéo (1945)

Asie du sud-est :
- Invasion de l'Indochine (1940)
- Océan Indien (1940-45)
- Guerre franco-thaïlandaise
- Invasion de la Thaïlande
- Campagne de Malaisie
- Hong Kong
- Singapour
- Campagne de Birmanie
- Opération Kita
- Indochine (1945)
- Détroit de Malacca
- Opération Jurist
- Opération Tiderace
- Opération Zipper
- Bombardements stratégiques (1944-45)

Guerre sino-japonaise
Front d'Europe de l’Ouest
Front d'Europe de l’Est
Bataille de l'Atlantique
Campagnes d'Afrique, du Moyen-Orient et de Méditerranée
Théâtre américain
L'opération A-Gō est un plan japonais consistant à détruire la Flotte américaine pendant le débarquement sur Saipan dans les îles Mariannes pendant la bataille de la mer des Philippines.

## Le plan d'action
L'amiral Toyada est persuadé que les Américains vont débarquer dans les îles Carolines ou aux Philippines. La Flotte combinée est chargée avec la 1re flotte aérienne japonaise de l'amiral Kakuta de prendre la flotte américaine en tenaille. Les avions basés à terre doivent d'abord affaiblir la flotte américaine. L'aviation embarquée de la flotte doit ensuite achever la destruction ennemie avec éventuellement un combat rapproché.

## La flotte japonaise
La flotte japonaise est répartie en quatre groupes. Cette flotte est très inférieure à la Task Force 58 de l'amiral Mitscher.

### Groupe A
Il est commandé par l'amiral Ozawa.
Il comprend :

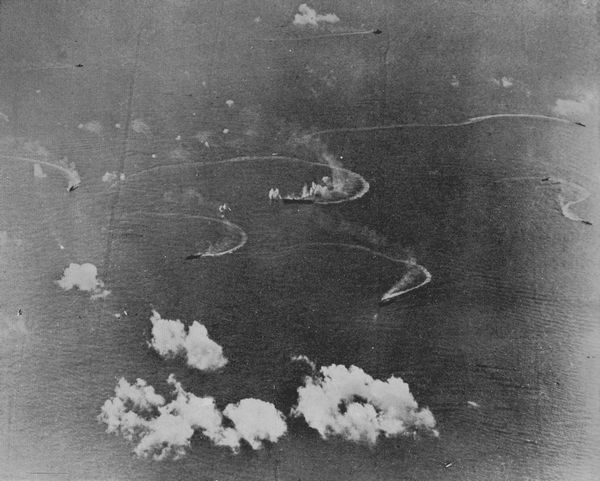
Le porte-avions Zuikaku et quatre Akizuki (Akizuki, Hatsuzuki, Wakatsuki et Shimotsuki) pendant la bataille de la mer des Philippines le 20 juin 1944

- Les porte-avions Taihō, Shōkaku, Zuikaku,
- Les croiseurs lourds Myōkō, Haguro,
- Le croiseur léger Yayagi,
- Sept destroyers : Asagumo, Shimotsuki, Urakaze, Isokaze, Hatsuzuki, Wakatsuki, Akizuki.

Ce groupe embarque 80 chasseurs A6M5 Zero, 11 chasseurs bombardiers A6M2 Zero, 44 bombardiers torpilleurs B6N2 Tezan, 70 bombardiers en piqué D4Y Suisei et 9 bombardiers en piqué D3A2 Val.

### Groupe B
Il est commandé par l'amiral Jōjima.
Il comprend :

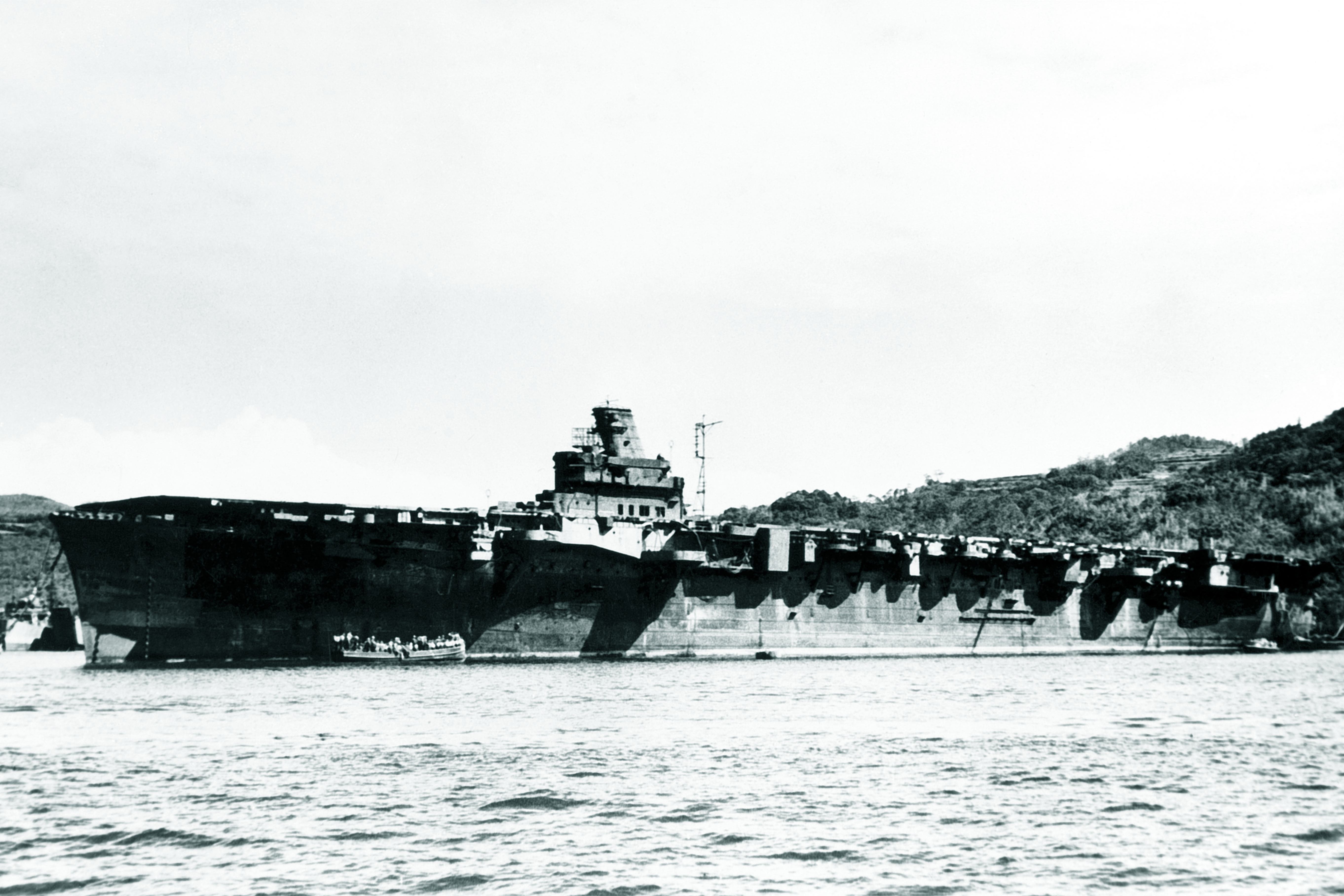
Le porte-avions Jun'yō, ici à Sasebo en septembre 1945, a été le navire amiral du contre-amiral Jōjima, à la tête de la 2e division de porte-avions, à la bataille de la mer des Philippines, en juin 1944

- Les porte-avions Hiyō, Jun'yō, Ryūhō,
- Le cuirassé Nagato,
- Le croiseurs lourds Mogami,
- huit destroyers : Akishimo, Hayashimo, Mischishio, Nowaki, Yamagumo, Shigure, Samidare, Hamakaze.

Ce groupe embarque 53 chasseurs A6M5 Zero, 27 chasseurs bombardiers A6M2 Zero, 16 bombardiers torpilleurs B6N2 Tenzan, 11 bombardiers en piqué D4Y Suisei et 29 bombardiers en piqué D3A2 Val.

### Groupe C
Il est commandé par l'amiral Kurita.
Il comprend :
- Les porte-avions légers Chitose, Chiyoda, Zuihō,
- Les cuirassés Yamato, Musashi,
- Les croiseurs de bataille Haruna, Kongō
- Les croiseurs lourds Atago, Takao, Maya, Chōkai, Kumano, Chikuma, Tone, Suzuya,
- Le croiseur léger Noshiro,
- sept destroyers : Naganami, Asashimo, Kishinami, Okinami, Tamanami, Fujinami, Shimakaze.

Ce groupe embarque 17 chasseurs A6M5 Zero, 46 chasseurs bombardiers A6M2 Zero, 9 bombardiers torpilleurs B6N2 Tenzan, 11 bombardiers en piqué D4Y Suisei et 29 bombardiers en piqué B5N2 Kate.

### Le groupe de ravitaillement
Ce groupe chargé de ravitailler la flotte est divisé en deux sous-groupes :
- Groupe no 1 : Le pétrolier/porte-hydravions Hayausui, les pétroliers Nichiei Maru, Kokuyo Maru, Koykuyo Maru, Seiyo Maru et 4 destroyers (Hibiki, Hatsushimo, Yunagi, Shiratsuyu).
- Groupe no 2 : les pétroliers Genyo Maru, Azusa Maru et 2 destroyers (Yukikaze, Uzuki).

## Conséquences
Les avions de la première flotte aérienne échouent à infliger des pertes. La plupart de l'aviation japonaise est détruite. La bataille est tellement déséquilibrée que les pilotes américains surnomment cette bataille « The Great Marianas Turkey Shoot » (le grand tir aux dindons des Mariannes).
Le plan échoue et la plupart de la flotte doit se replier sur le Japon. Les Américains peuvent à partir des bases des îles Carolines lancer une campagne de bombardement sur le Japon.

### Pertes japonaises
Les Japonais perdent :
- Le destroyer Shiratsuyu par collision le 15 juin 1944
- Le porte-avions Taihō à la suite de l'explosion de vapeur de mazout due à une torpille lancée par USS Albacore le 19 juin 1944.
- Le porte-avions Shōkaku à la suite de l'explosion de vapeur de mazout due à 3 torpilles lancées par USS Cavalla le 19 juin 1944.
- Le porte-avions Hiyō à la suite de l'explosion de vapeur de mazout due à deux torpilles lancées par des Avenger.

Le soir du 19 juin, les deux tiers de l'aviation embarquée ont disparu.

### Le repli
Seuls les porte-avions Chitose et Zuihō sont intacts mais ils disposent à peine d'une dizaine d'avions à eux deux.